# 斑竹园镇 (金寨县)
斑竹园镇，是中华人民共和国安徽省六安市金寨县下辖的一个乡镇级行政单位。

## 行政区划
斑竹园镇下辖以下地区：
斑竹园街道社区、小河村、王氏祠村、万何村、桥口村、金山村、斑竹园村、漆店村、沙堰村和长岭关村。